# Los escarpines de Kristina de Noruega
Los escarpines de Kristina de Noruega es una novela escrita por Cristina Sánchez-Andrade, publicada en 2010 por Ediciones Martínez Roca. Trata sobre la princesa medieval Cristina Håkonsdatter, quien llegó a Castilla en el siglo XIII y se casó con el infante Felipe de Castilla. Cuatro años más tarde, la princesa Cristina murió en Sevilla sin dejar descendencia. Está enterrada en la Colegiata de Covarrubias (Burgos).
El argumento gira en torno al misterio sobre unos escarpines (un tipo de calzado fino de cordobán propio de la aristocracia del siglo XIII) que una parturienta manda esconder.